# Beaumont-en-Véron
Beaumont-en-Véron è un comune francese di 2 950 abitanti situato nel dipartimento dell'Indre e Loira nella regione del Centro-Valle della Loira.

## Società

### Evoluzione demografica
Abitanti censiti